# Гоц, Геннадий Сидорович
Геннадий Сидорович Гоц (псевдоним Г. Семенков; 1933—2019) — российский писатель, критик и литературовед.

## Биография
Родился в 1933 году в селе Алтайском Алтайского края.
Окончил Новосибирский государственный пединститут (1957), аспирантуру Академии государственной службы при Президенте Российской Федерации, кандидат филологических наук.
Работал преподавателем, завучем в школе.
В 1954−1965 годах — активный участник освоения целинных и залежных земель в России и Казахстане. Работал в ЦК ВЛКСМ заместителем заведующего Отделом комсомольских органов, а после окончания аспирантуры и защиты диссертации — первым заместителем директора издательства ЦК ВЛКСМ «Молодая гвардия», заместителем редактора отдела культуры теоретического и политического журнала ЦК КПСС «Коммунист».
В 1976−1984 годах — инструктор Отдела культуры ЦК КПСС, в 1984−1990 — член Коллегии, Главный редактор Главной редакции художественной литературы Госкомиздата СССР. Был членом редакционной коллегии журнала «Роман-газета».
В 1990 году создал государственное издательство «Дружба народов» и в течение 13 лет был его директором.
Член Союза журналистов СССР с 1971 года, член Союза писателей СССР с 1982 года. Избран Действительным членом Академии Российской словесности и Академии проблем безопасности, обороны и правопорядка. Входил в состав Правления и Высшего творческого совета Союза писателей России.
Умер 19 января 2019 года. Похоронен на Троекуровском кладбище г. Москвы.

## Награды и звания
- Имеет правительственные награды СССР, России и Республики Казахстан.
- Заслуженный работник культуры Российской Федерации.

## Сочинения
- «На главном направлении» (русская художественная проза о рабочем классе). М., 1978.
- «С холмов Крылатского». М., 1999. Стихи.
- «Озёра памяти». М., 2001. Стихи.
- «Дар судьбы». М., 2003. Стихи.
- «Мир и хлеб». Целинная эпопея. Стихи и проза. Автор-составитель. М., 2004.
- «Равняясь на знамя Победы». Стихи. М.. 2005.
- «Вечен хлеб». Стихи. М., 2007.